# Embolia
A embolia é o alojamento de um embolus, um pedaço de material causador de obstrução, dentro de um vaso sanguíneo. A embolia é portanto a obstrução de um vaso pelo deslocamento de um trombo até o local da obstrução, denominando-se então tromboembolia, quando desloca tecido adiposo, embolia gordurosa, quando desloca ar ou outro gás, embolia gasosa e quando desloca um corpo estranho, iatrogênicas, como pontas de cateter. A obstrução do vaso pode levar a complicações mais evidentes a jusante, no caso de embolias em artérias ou a montante, no caso de acometimento de veias ou vasos linfáticos.
A causa mais comum e evitável de morte em pacientes hospitalizados é o tromboembolismo pulmonar. A maioria dos casos é provocada por êmbolos que surgem de trombose de veias profundas das pernas e o diagnóstico é difícil porque dão sintomas incaracterísticos e a maioria dos casos é de resolução espontânea. As consequências clínicas do embolismo pulmonar dependem muito da extensão do bloqueio vascular pulmonar e do tempo de evolução.
A embolia aérea geralmente resulta de entrada de ar acidental no sistema venoso durante uma injeção endovenosa ou transfusão. Bolhas de gás(nitrogênio) podem se formar também na corrente sanguínea durante o mergulho a grandes profundidades.
Embolia por líquido amniótico ocorre em 1:70.000 nascimentos. Este penetra nas veias durante partos complicados provocando coagulação intravascular disseminada.

## Embolia gasosa
A embolia gasosa é a obstrução dos vasos sanguíneos por bolhas de gás na corrente sanguínea, geralmente decorrentes da expansão do ar nos pulmões com a diminuição da pressão durante a subida à superfície em um mergulho.
Durante um mergulho prolongado a certa profundidade, a pressão externa exige uma quantidade de ar cada vez maior a fim de manter os pulmões inflados, levando à formação de bolhas de gás nitrogênio no sangue. Ao voltar à superfície, o mergulhador deve expirar lentamente o ar dos pulmões pois, com a diminuição da pressão, o ar tende a se expandir e pode provocar sérias lesões e até a morte. Além disso, o ar diluído no sangue também irá se expandir rapidamente provocando o aparecimento das bolhas que, por sua vez, irão obstruir a passagem do sangue. O mesmo ocorre na despressurização em cabines de avião.
A relação entre tempo de mergulho e profundidade pode ser encontrada na "Tabela de Descompressão" que os mergulhadores devem sempre ter em mãos. Por exemplo, um mergulho de dez minutos a 40 metros de profundidade vai exigir que o mergulhador suba gradativamente para até três metros de profundidade e fique ali por alguns minutos para depois subir à superfície. Se, por alguma razão ele não seguir os procedimentos da tabela,  como nos casos em que não tenha oxigênio suficiente nos tanques, ele deverá ser levado para descompressão numa câmara isobárica. Se nada disso for feito, a morte por embolia gasosa é certa.

## Em vegetais
A embolia pode ocorrer também em vegetais, quando a seiva bruta, conduzida pelo xilema libera gases da sua fase aquosa. Ou seja, quando a coluna de água que compõe a seiva está sob tensão (em situação de seca, por exemplo) há uma tendência para que os gases dissolvidos escapem da solução, formando verdadeiras bolhas dentro dos vasos, o que os faz incapazes de realizarem a condução.